# Aconitum orochryseum
Aconitum orochryseum är en ranunkelväxtart som beskrevs av Otto Stapf. Aconitum orochryseum ingår i släktet stormhattar, och familjen ranunkelväxter. Inga underarter finns listade i Catalogue of Life.